# San Martín del Tesorillo
San Martín del Tesorillo és un municipi de la província de Cadis a Andalusia. La seva extensió superficial és de 48,57 km² i el 2019 tenia 2.753 habitants. Forma part de la comarca del Campo de Gibraltar.
Va ser una Entitat local autònoma dins el municipi de Jimena de la Frontera, fins que a l'octubre de 2018 es va constituir com a municipi.